# Phare de Sorel Point
Pour les articles homonymes, voir Fastnet.
Le phare de Sorel Point (en anglais : Castle Breackwater) est un phare maritime situé sur la falaise de Sorel Point, sur la Vingtaine du Douet, le point le plus au nord de Jersey.
Il est géré par les autorités portuaires de Jersey et le Trinity House Lighthouse Service à Londres, l'organisation de l'aide maritime des côtes des îles Anglo-Normandes.

## Histoire

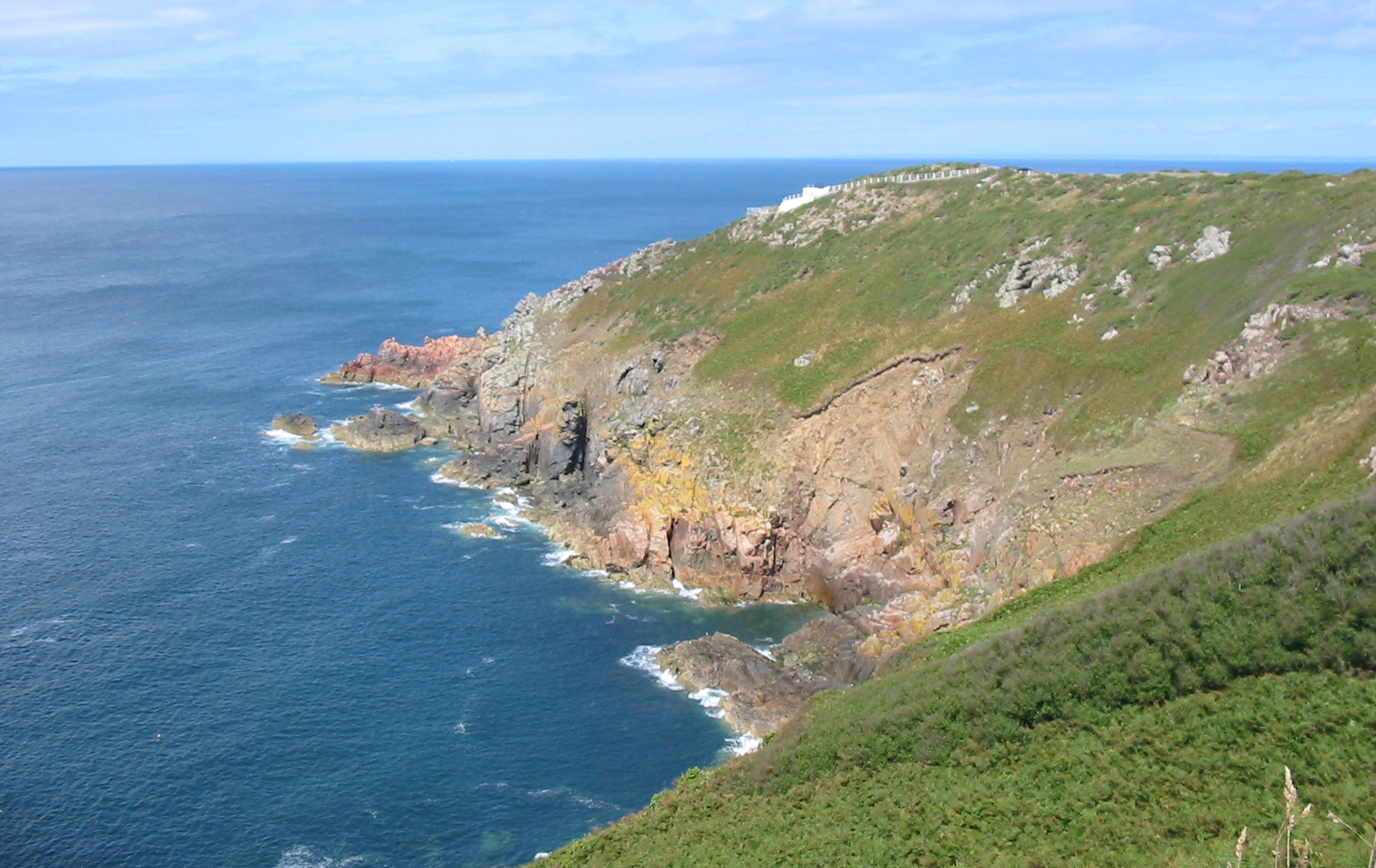
Le phare de Sorel Point

Ce phare de 3 m de haut, en haut d'une falaise, a une élévation de 50 m au-dessus du niveau de la mer. Il émet une lumière blanche ou rouge, selon direction, de 2 secondes toutes les 5,5 secondes. C'est une tourelle cylindrique peinte tout en blanc depuis 2009 quand le phare a été convertie à l'énergie solaire.
Le site est accessible par la route, avec parking.

### Lien connexe
- Liste des phares des Îles Anglo-Normandes